# Angel/ゼロよりも少ない始まり
『Angel/ゼロよりも少ない始まり』（エンジェル/ゼロよりもすくないはじまり）はT.UTUが1993年11月21日にリリースした3rdシングル。

## 内容
両A面シングルであり、2ndアルバム『Water Dance』からの先行シングル。「T.UTU」名義ではこれが最終作となっている。丁度この当時はラジオのパーソナリティを務めていた『TMN ユナイテッド』（TOKYO FM系列）で頻繁にON AIRされていた。

## 収録曲
| #         | タイトル                   | 作詞       | 作曲      | 編曲       | 時間  |
| --------- | -------------------------- | ---------- | --------- | ---------- | ----- |
| 1.        | 「Angel」                  | 小室みつ子 | 西村麻聡  | 西平彰     | 4:44  |
| 2.        | 「ゼロよりも少ない始まり」 | 小室みつ子 | MIYABI    | 土橋安騎夫 | 5:16  |
| 合計時間: | 合計時間:                  | 合計時間:  | 合計時間: | 合計時間:  | 10:00 |

## 収録アルバム
- Water Dance (#1,#2)
- TAKASHI UTSUNOMIYA ORIGINAL SINGLES 1992-2003 (#1,#2)
- T.UTU with BAND all Songs Collection (#1,#2)